# Beato Enrique Susón (Zurbarán)
Beato Enrique Susón o Enrique Suso es el tema de un cuadro de Francisco de Zurbarán, que compone la referencia n º.151 en el catálogo razonado y crítico, realizado por Odile Delenda, historiadora del arte especializada en este pintor.

## Introducción
El programa iconográfico de la iglesia del convento de Porta Coeli incluía, en el retablo de la cabecera, una escultura de Martínez Montañés, representando a Domingo de Guzmán —fundador de la orden dominicana— y, en los dos extremos del crucero, sendas obras de Zurbarán que mostraban dos caminos espirituales propuestos a los dominicos. En lado del evangelio, el presente lienzo representaba a Enrique Susón —modelo de misticismo— mientras que su pendant, del lado de la epístola, era el cuadro San Luis Beltrán, modelo de vida activa.

## Tema de la obra
Después de cinco años de noviciado, Enrique Susón —quien tenía dieciocho años— tuvo un arrebato místico, grabándose con un estilete el monograma del nombre de Jesucristo —IHS— en el pecho.

### Datos técnicos y registrales
- Museo de Bellas Artes de Sevilla (Inv. n° 172);
- Pintura al óleo sobre lienzo , 209 x 154 cm;
- Datación: ca.1638–1640;
- Inscripción abajo a la izquierda: BEATO SUSO;
- Restaurado en 1991 por E. Gutiérrez Carrasquilla;[3]
- Catalogado por Odile Delenda con el n º.151, y por Tiziana Frati con el n º. 317.[4]

### Descripción de la obra
Zurbarán representa este patético episodio con mucha contención. El beato—en su temprana juventud— manifiesta su éxtasis con los ojos alzados hacia el Cielo y la boca entreabierta. Su rostro es parecido —aunque más delgado— al de Tomás de Aquino en la Apoteosis de Santo Tomás de Aquino, con la misma nariz recta, hoyito bajo el labio inferior, y nuez prominente. La figura es aislada, de cuerpo entero, de gran monumentalidad. Comparada con otras obras de la misma etapa, las formas son más flexibles y los colores más claros. Los suaves pliegues del sobrio hábito blanquinegro alargan la figura y subrayan los jóvenes rasgos del personaje y su intensa vida interior.
El paisaje es más colorido y luminoso que en otros lienzos de este período, y la figura principal está más integrada en él, gracias a la oblicuidad del sendero y a la combinación cromática. En el fondo a la izquierda, el beato le muestra la inscripción en su pecho a un miembro de su orden y, más lejos, se representa la capilla donde antes se había retirado. A la derecha, aparece ante el manantial donde se mortificaba, absteniéndose de beber.

## Procedencia
1. Sevilla, iglesia del Convento Santo Domingo de Portacoeli;
2. Real Alcázar de Sevilla, sala baja 1, n° 67, 1810;
3. Sevilla, Convento Santo Domingo de Portacoeli hasta 1835;
4. Entró en el museo en 1840 (Desamortización: Inv. 1840, n° 1970 o 1971).[7]